# Josef Marschang
Josef Marschang (Mokrin (tegenwoordig in de Servische provincie Vojvodina), 24 mei 1931 – 21 juli 2015) was een Duits componist en dirigent.

## Levensloop
Als dirigent en componist was Marschang autodidact. Na de Tweede Wereldoorlog kwam hij met zijn familie naar Duitsland en werd woonachtig in Baden-Württemberg. Hij werkte als dirigent en dirigeerde verschillende blaasorkesten. Verder was hij als freelance componist bezig en schreef vooral werken voor harmonieorkest.
Josef Marschang overleed in 2015 op 84-jarige leeftijd.

## Composities

### Werken voor harmonieorkest
- 1971 Rosenberger Jubiläumsmarsch
- An der Wiesent, wals
- Apatiner Marsch
- Aus Alter Zeit, polka
- Dalmatiner Marsch
- Donauschwaben grüßen Neckarschwaben
- Donauschwaben Marsch
- Durch den Frankenwald, mars
- Empfang der Astronauten, mars
- Erfüllte Lebensträume
- Es ist so schön bei uns zu  Haus, mars
- Franken voran, mars
- Gruß an Aldingen, mars
- Grüss dich Siebenbürgen, mars - tekst: Robert Rohr
- Heimat so schön, wals
- Im Wein liegt die Kraft, mars
- Jung durch Lebensfreude, mars
- Kernei-Polka
- Memory of Benny
- Neudenauer Marsch, mars
- Noris Marsch, mars
- Rendevous im All, mars
- Ruf der Heimat, mars
- Schwarze Husaren, mars
- Stilles Sehnen, wals
- Treue Kameraden, mars

### Vocale muziek

#### Liederen
- Wunderschönes Heimatland, voor zangstem en ensemble

### Kamermuziek
- Der Sulmtal-Ländler, voor gitaartrio
- Die Marienkapelle von Hintergern, voor hakkebord-ensemble